# Gordon Aitchison
Gordon «Gord» Aitchison (North Bay, Ontario, 14 de junio de 1909-Windsor, Ontario, 6 de enero de 1990) fue un  jugador de baloncesto canadiense. Fue medalla de plata con Canadá en los Juegos Olímpicos de Berlín de 1936.